# Élisa Lomma
Élisa Lomma est une joueuse de football belge née le 9 juillet 1992. 

## Biographie
Elle débute au Patro Maasmechelen en D3. En 2008, elle est transférée au Standard Fémina de Liège où elle joue très peu. En juin 2010, elle part au DVC Eva's Tirlemont.
Elle joue actuellement au DVL Zonhoven.

## Palmarès
- Championne de Belgique (1) : 2009

### Bilan
- 1 titre